# Bambie Thug
Bambie Thug, artistnamn för Bambie Ray Robinson, född 6 mars 1993 i Macroom i Cork, är en irländsk sångare som representerade Irland i Eurovision Song Contest 2024 med låten "Doomsday Blue".
Robinson har en svensk far och en irländsk mor.